# Starogrojski paprenjok
Starogrojski paprenjok, hrvatska tradicijska slastica iz Staroga Grada na otoku Hvaru. Vrsta je paprenjaka. Umijeće pripreme je zaštićeno kulturno dobro.

## Opis
Umijeće izrade tradicijske slastice starogrojski poprenjok zadržalo se do danas, slastica koju spominje Petar Hektorović u svom čuvenom spjevu Ribanje i ribarsko prigovaranje, se može kupiti na Hvaru. Paprenjaci, za koje je u arhivu hvarske obitelji Bučić sačuvan rukom pisan recept iz 18. st., spremaju se od meda, brašna, šafrana, prošeka i maslinovog ulja. Različitog su oblika (djetelina, srce, leptir, konj) i u prošlosti su izrađivani ručno, dok danas domaćice najčešće koriste kalupe. Za ukrašavanje¸tj. cukarovonje, upotrebljava se bjelanjak tučen sa šećerom i limunovim sokom.

## Zaštita
Pod oznakom Z-3909 umijeće je zavedeno kao nematerijalna kulturna baština, pravna statusa zaštićena kulturnog dobra, klasificirano kao "znanje i vještine".